# 九五式一型練習機
キ9 九五式一型練習機
九五式一型練習機（キ9）
- 用途：練習機
- 分類：中間練習機
- 設計者：遠藤良吉
- 製造者：立川飛行機、日本国際航空工業
- 運用者：日本（陸軍・民間）、満洲国（飛行隊）、タイ（空軍）、中華民国（空軍）、インドネシア（空軍）など数カ国。
- 生産数：2,618機
- 運用状況：退役

九五式一型練習機（きゅうごしきいちがたれんしゅうき）は、大日本帝国陸軍の練習機。キ番号（試作名称）はキ9。略称・呼称は九五式中練など。連合軍のコードネームはSpruce（スプルース）。開発は石川島飛行機（のちの立川飛行機）、製造は石川島（立川）と日本国際航空工業。赤とんぼと呼ばれる練習機の中でも代表的な機種である。

## 概要
1934年（昭和9年）4月、陸軍は石川島飛行機に対して、エンジンを換装することにより一種類の機体で初歩練習機にも中間練習機にもなる「階梯機」の開発を指示した。当時このような機種は他に例がなく、開発が難航することが予想されたが、石川島では開発指示から5ヶ月後の同年9月に試作1号機を完成させ、続けて試作2号機、3号機が完成した。試作1号機は中島NZエンジン（150馬力）装備の初歩練習機型、2号機と3号機はハ13エンジン装備の中間練習機型であった。木製骨組みに合板・羽布張りの主翼と、鋼管骨組みに羽布張りの胴体を持つ複座の複葉機で、脚支柱は直接胴体に取り付けられていた。陸軍による審査は1935年（昭和10年）から開始された。初歩練習機型はエンジンの出力不足と重心位置の不正による飛行性能不良により失格となったが、中間練習機型は操縦性、安定性とも満足いくものだったため、試作3号機が中間練習機として採用されることになり、1935年7月に九五式一型練習機（キ9）として制式採用された。
生産は1935年から開始され、その途中で装備の簡略化、エンジン取り付け位置の変更、排気管の形式変更などの改修が行われた。この改修型は九五式一型練習機乙型（キ9乙）とされ、それまでの機体は九五式一型練習機甲型（キ9甲）となった。生産開始から早い時期に改修が行われたため、生産機の大半が乙型であった。立川飛行機では2300機以上が生産された。
本機は飛行特性が優れた練習機として陸軍飛行学校で広く使用され、日本軍航空部隊練習機の塗装である橙色から海軍の九三式中間練習機と並んで「赤とんぼ」の愛称で親しまれた。太平洋戦争末期には、日本を含む世界各国の航空機が大幅に性能向上を果たしたことにより、九五式三型練習機に代わって本機が初歩練習機としても利用されるようになった。また、連絡機としても使用されたほか、大戦末期には、250kg爆弾を搭載して特攻機として使用された機体もあった。また、立川飛行機製タ号のデザインベースともなった。
生産は石川島飛行機（のちに立川飛行機）と国際で行われ、1944年（昭和19年）までに合計2,618機が生産された。陸軍のみならず、逓信省の航空機乗員養成所といった民間での操縦者訓練にも多数の機体が使用され、また満洲国やタイに若干機が供与された。太平洋戦争終結後には、外地で残存していた機体を接収する形で、中華民国空軍や朝鮮人民軍空軍、大韓民国空軍、インドネシア空軍などでも使用された。一部の機体は朝鮮戦争でも爆撃機として運用された。

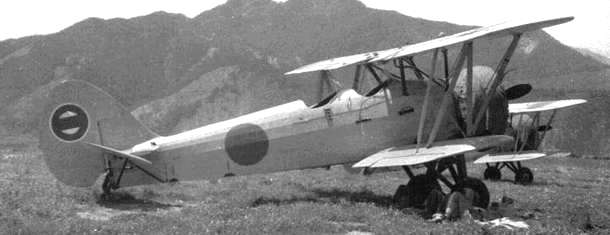
熊谷陸軍飛行学校で運用される九五式一型練習機（1935年頃）
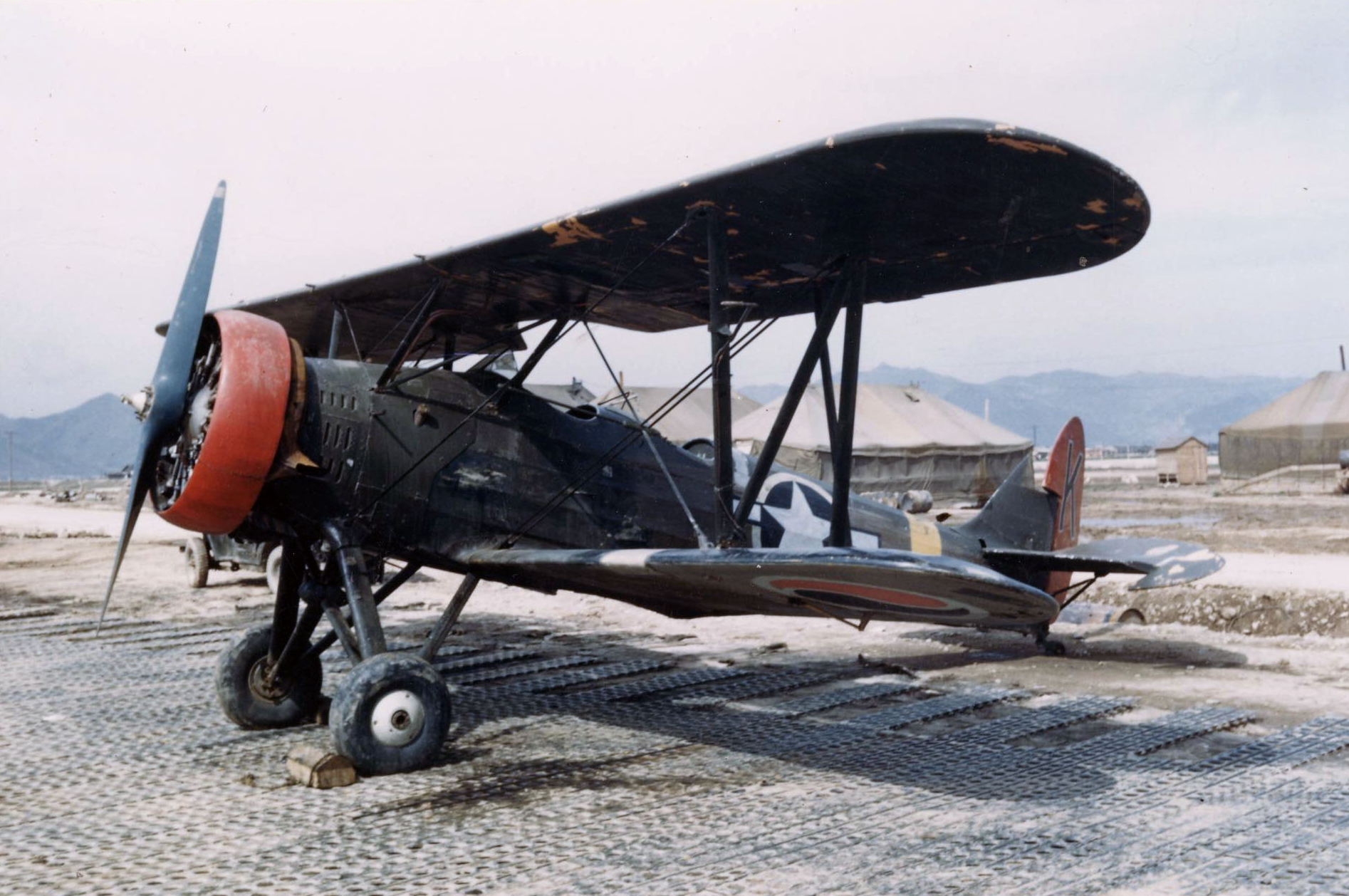
釜山西方のK-1飛行場で、韓国空軍の航空標識を施して運用される九五式一型練習機（1951年）
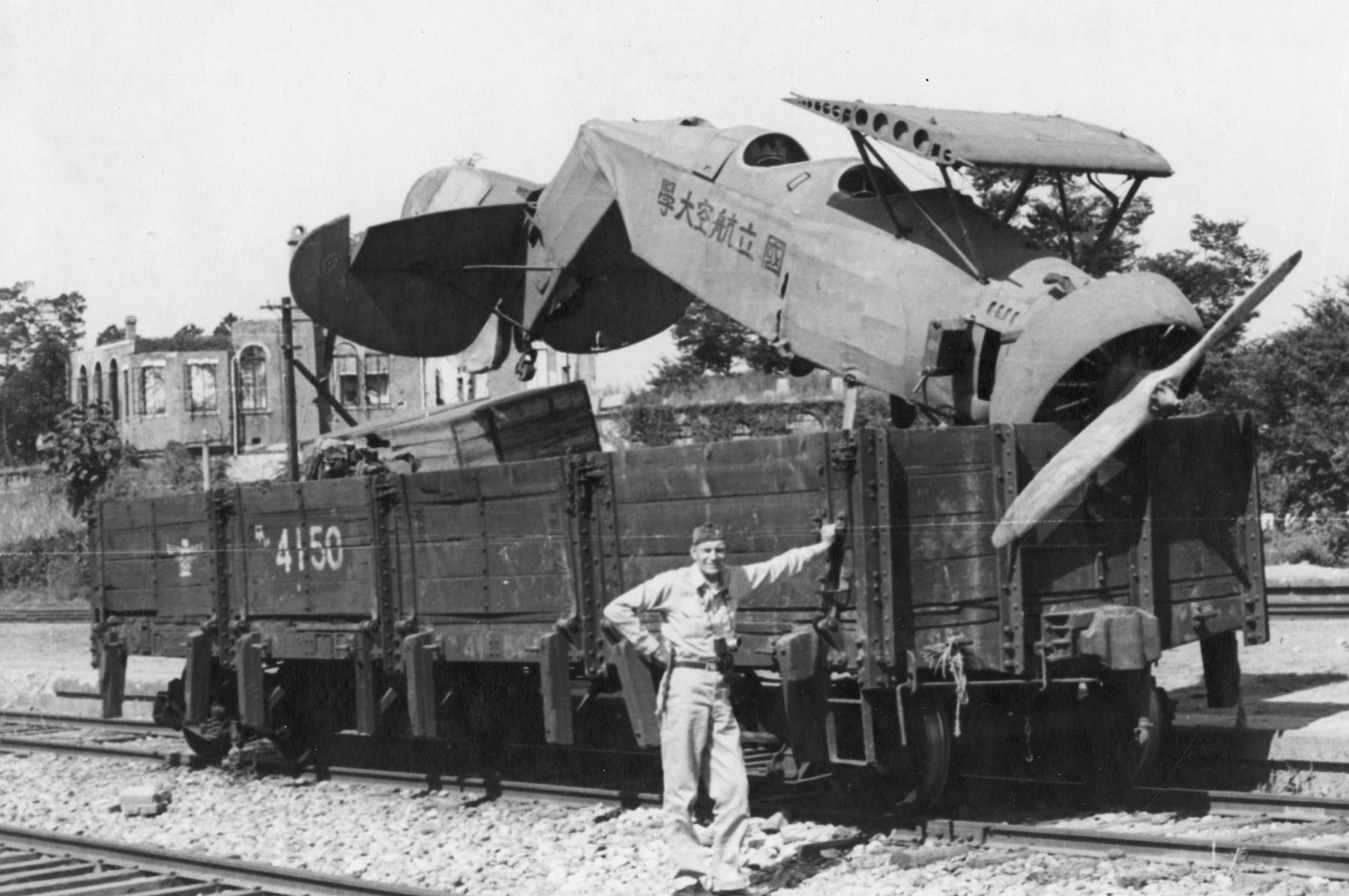
金浦付近で貨物車に乗せられた残骸。夜間爆撃で飛来し撃墜された機体で「国立航空大学」の表記がある（1953年）

## 立川式小型連絡機
九五式一型練習機を元に開発された連絡機。九五式一型との相違点として、後席に密閉式風防を備えている。1936年（昭和11年）に国防献金の「愛国号」として3機が陸軍に献納された。

## レプリカ機（AKT95）
2014年（平成26年）、立川飛行機の後身である立飛ホールディングスは自社の90周年記念事業の一つとして、九五式一型練習機の飛行可能なレプリカ機「AKT95」を製作する「赤トンボ 復元プロジェクト」を開始した。レプリカ機3機の製作は、四戸哲が社長を務める有限会社オリンポス（東京都青梅市）が担当しており、大きさは原型機の7/8、機体には強化プラスチックなどが用いられ、エンジンはオーストラリア製のRotec R-3600を搭載する。
当初の依頼は実物大模型の製作だったが、四戸が飛行可能な機体の復元を申し出た。機体や設計図が現存していないため、当時の書籍から再設計した。2018年（平成30年）の初飛行を目指していたが、設計図が残っていないため難航し、整備マニュアルなどから設計図をつくりなおしたほか、木材を国外から調達したため、2024年（令和6年）頃に延びる見通しとなった。3機を製造し、アメリカ合衆国で完成させたうえでアメリカ連邦航空局の安全承認を受けてテスト飛行し、日本へ戻して飛ばすことを計画している。また、実機の構造はそのままに、使用されているクロムモリブデン鋼をアルミに置き換えた飛行不能な展示機も製作されている。

## スペック（乙型）
- 全長： 7.53m
- 全幅： 10.32 m
- 全高： 3.00 m
- 主翼面積： 24.5m2
- 自重： 900 kg
- 全備重量： 1,400 kg
- エンジン： 日立ハ13 空冷9気筒エンジン 350HP
- 最大速度：  240 km/h
- 巡航速度：180 km/h
- 航続時間： 3.5時間
- 実用上昇限度： 6,000 m
- 乗員： 2名